# Guénégoré
Guénégoré è un comune rurale del Mali facente parte del circondario di Kéniéba, nella regione di Kayes.
Il comune è composto da 8 nuclei abitati:
- Balandougou
- Dialakoto
- Gambéré
- Guénégoré
- Kassoun
- Komboréa
- Tambafinia
- Toumboun